# Боді (місто)

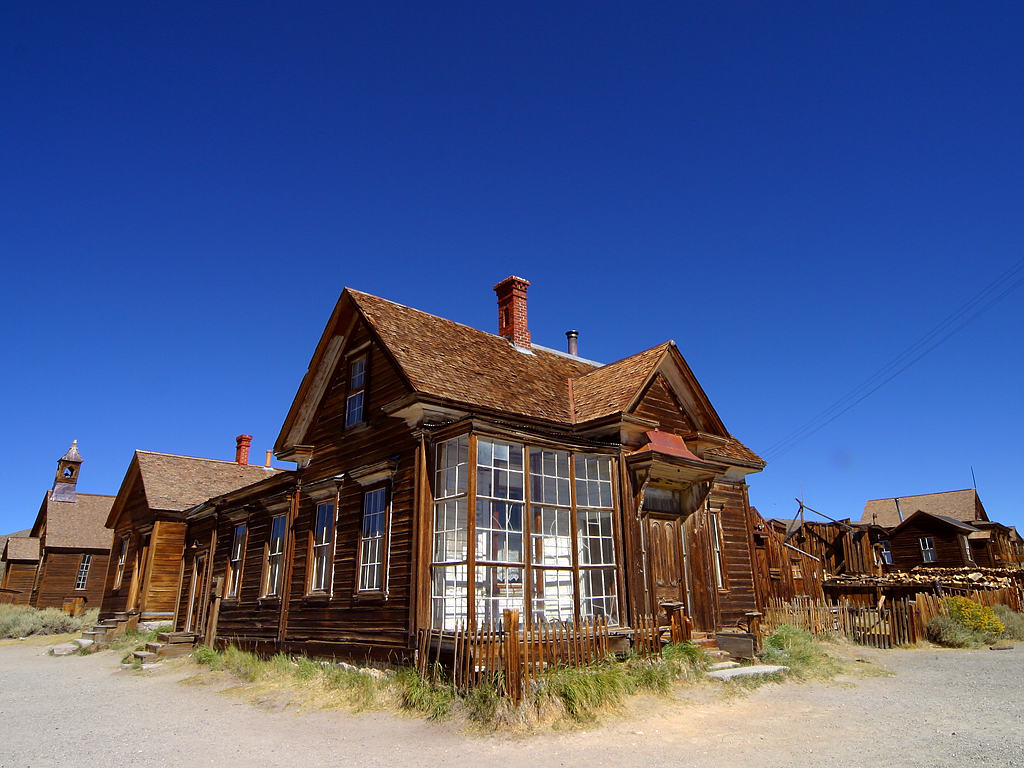

Боді (англ.Bodie, California) — покинуте місто в США.

## Географія
Місто-привид Боді розташоване в західній частині США, на схід від Сан-Франциско, у каліфорнійському окрузі Моно, на межі із Невадою.

## Історія
В 1859 році якийсь Вільям С.Боді виявив в окрузі Моно, приблизно в 20 кілометрах від озера Моно, у горах Сьєрра-Невада велике родовище золота. У тому ж році він замерз під час снігового бурану, намагаючись дістатися до найближчого містечка, щоб поповнити запаси продовольства та матеріалів. Проте члени родини Боді заснували на місці його розробок містечко та назвали його ім'ям золотошукача. В 1861 році вони почали тут добувати золото.
Після того, як в 1876 році Стандард Компані, що розробляла родовище виявила ще одну багату золоту жилу, Боді стало стрімко зростати. Якщо 1876 року тут було всього 30 постійних жителів, то до 1880 їх число досягло 10.000 осіб. Місто процвітало: тут були цілодобово відкриті 65 салунів, був свій квартал червоних ліхтарів, китайський квартал з даосиським храмом, 7 пивоварень, видавалося кілька газет, була відкрита своя залізнична станція, побудовані церкви різних напрямків. Водночас Боді, це місто часів золотої лихоманки, став центром злочинності та беззаконня на Дикому Заході; місцем, де щодня відбувалися вбивства, пограбування, напади на поштові диліжанси, тощо.
Через кілька років, у зв'язку із зменшенням доходів від видобутку золота, викликаного падінням світових цін на цей дорогоцінний метал, жителі стали залишати Боді. До 1900 року, тобто за 20 років, чисельність населення міста зменшилась в 10 разів. В 1917 році була розібрана гілка залізниці. Після сильної пожежі 1932 року, коли вигорів весь діловий центр, доля Боді була вирішена наперед. В 1942 році тут було закрито поштове відділення, яке працювало з 1877 року. Проте, золоті жили поблизу міста розроблялися аж до середини 60-х років ХХ століття.

## Історичний парк штату Боді
В 1962 році був створений історичний парк штату Каліфорнії Боді (Bodie State Historic Park) . Бодіе вважається найбільш збереженим містом-привидом США. У місті можна бачити вцілілі після пожежі 1932 приблизно 170 будівель та споруд, і серед них церкву, школу, відділення банку, бар, торгову крамницю, управління шахтою, старе кладовище, тощо. Будинки, включаючи і внутрішні приміщення, зберігаються в тому ж вигляді, якими вони були 70-100 років тому. В шахту, де видобувалася золотоносна порода, влаштовуються екскурсії. За відвідування історичного парку Бодіе з відвідувачів стягується плата 7 $, адміністрація уважно стежить за порядком на території Боді; категорично заборонено брати щось з території парку як «сувеніри». Завдяки сухому місцевому клімату, збереження будівель в Бодіе практично ідеальне.